# Kanton Sucy-en-Brie
Kanton Sucy-en-Brie is een voormalig kanton van het Franse departement Val-de-Marne. Kanton Sucy-en-Brie maakte deel uit van het arrondissement Créteil en telde 24.812 inwoners (1999).

## Gemeenten
Het kanton Sucy-en-Brie omvatte alleen de gemeente:
- Sucy-en-Brie